# Tériade

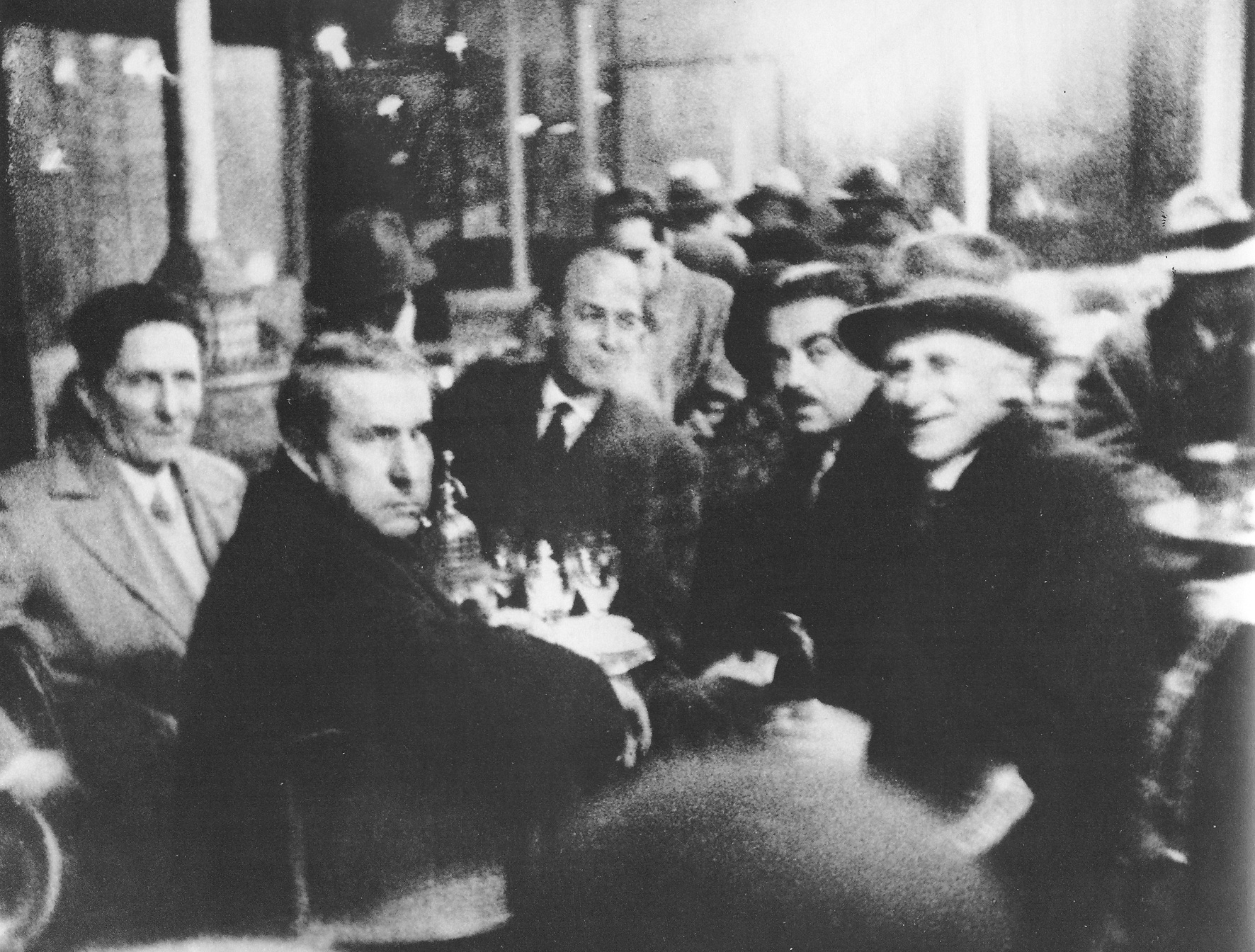
Tériade, Pablo Manès, Pablo Gargallo und Christian Zervos im Café du Dôme, Paris um 1930

Tériade, auch E. Tériade (eigentlich Stratis Eleftheriadis (griechisch Στρατής Ελευθεριάδης); * 2. Mai 1897 in Variá bei Mytilini auf Lesbos; † 23. Oktober 1983 in Paris), war ein griechisch-französischer Kunstkritiker, Kunstsammler, Redakteur und Verleger. Tériade verlegte zahlreiche Künstlerbücher namhafter Künstler der Moderne und zählte zu den einflussreichsten Persönlichkeiten im Kunstbetrieb des Paris der 1930er Jahre und der Nachkriegszeit.

## Leben und Wirken
Stratis Eleftheriades, der sich nach den Endsilben seines Geburtsnamens verkürzt nur „Tériade“ oder „E. Tériade“ nannte, wurde als einziger Sohn eines wohlhabenden Großgrundbesitzers in Variá, einem Vorort von Mytilini, auf der Insel Lesbos geboren. Mit 18 Jahren verließ er Lesbos, um zunächst Rechtswissenschaften in Paris zu studieren, doch statt der Juristenlaufbahn zu folgen, schloss er sich dem florierenden Pariser Kunstmarkt an. Ab 1926 veröffentlichte er zusammen mit dem ebenfalls aus Griechenland stammenden Christian Zervos (1889–1970) in Paris, 14, rue du Dragon, die Kunstzeitschrift Cahiers d’Art, die bis zum Jahr 1960 eine der renommiertesten Publikationen des Pariser Kunstmarktes war. Tériade zeichnete für die Chefredaktion des Magazins verantwortlich und begann, Kunstkritiken zu schreiben. Zeitgleich schrieb er für die Abendzeitung L'Intransigeant und verfasste zusammen mit Maurice Raynal satirische Chroniken über die Kunstszene, die sie als „Die beiden Blinden“ veröffentlichten. Ende der 1920er entdeckte und förderte Tériade den Maler und Bildhauer André Beaudin.

### MinotaureundVerve, Erfolg als Verleger
Zusammen mit dem aus der Schweiz stammenden Verleger Albert Skira gründete er 1933 die dem Surrealismus nahestehende Künstlerzeitschrift Minotaure, die Beiträge von sämtlichen wichtigen zeitgenössischen Künstlern wie André Breton, Salvador Dalí, Fernand Léger, Man Ray, Henri Matisse oder Pablo Picasso veröffentlichte. Nach Diskrepanzen mit Breton verließ er Minotaure 1936. Weitere Publikationen wie die Künstlerzeitung La Bête Noire (1936) und das vierteljährlich erscheinende, luxuriös aufgemachte Kunstjournal Verve (1937–1960) folgten. Wie schon Tériades Vorgängerblatt Minotaure kristallisierte sich Verve zum anspruchsvollen Kulturjournal, das Texte von Literaten wie Georges Bataille, André Gide oder Jean-Paul Sartre mit den Fotografien von Brassaï oder Man Ray paarte oder Bibelillustrationen von Marc Chagall zeigte.

Henri Matisse: Jazz, Titelseite

Mit dem Einmarsch der deutschen Truppen in Paris 1940 flüchtete Tériade zu seinem Freund Henri Matisse in das Département Dordogne. Mit Matisse entstanden zahlreiche Künstlerbücher, wie beispielsweise das farbenfrohe Papierschnitt-Album Jazz aus dem Jahr 1947, das zu den Meisterwerken der Buchkunst zählt. Jazz war das erste einer Reihe von 27 weiteren Künstlerbüchern, die Tériade auflegte.
In den 1950er und 1960er konzentrierte sich Tériade verstärkt auf die Pariser Fotografenszene und veröffentlichte zahlreiche Bildbände von Édouard Boubat, Bill Brandt, Henri Cartier-Bresson, Robert Doisneau, Izis und anderen. 1972 ließ er in seinem Geburtsort Variá, einem Vorort von Mytilene, neben dem dortigen, 1964 von ihm mitfinanzierten Theofilos Museum ein eigenes Buchmuseum errichten. 1979 eröffnete das Tériade Museum, das in sechzehn Räumen Publikationen des Verlegers zeigt, so auch Originalausgaben von Tériades Zeitschriften Minotaure und Verve. Das Museum beinhaltet außerdem 29 seltene Bücher mit Werken von Marc Chagall, Le Corbusier, Alberto Giacometti, Henri Matisse, Joan Miró, Pablo Picasso und weiteren modernen Künstlern.
Im Jahr 2000 vermachte Alice Tériade, die Witwe des Verlegers, die vollständige Sammlung des Magazines Verve, die 27 Künstlerbücher sowie die dazugehörigen 500 Lithografien aus dem Nachlass Tériades dem Musée Matisse in Matisse’ Geburtsort Le Cateau-Cambrésis, außerdem ließ sie dort das von Matisse gestaltete Speisezimmer aus Tériades Sommersitz an der Côte d’Azur wieder aufbauen.

### Bedeutung
Zusammen mit Christian Zervos verfügte Tériade von Beginn der 1930er bis Mitte der 1970er Jahre fast monopolistisch über sämtliche Pariser Kunstpublikationen. Durch seine Bekanntschaft mit den wichtigsten Künstlern der Moderne gilt Tériade als ein bedeutender Wegbegleiter und Dokumentar der Pariser Kunstgeschichte.